# Kyle Gass
Kyle Gass (tên khai sinh Kyle Richard Gass, sinh ngày 14 tháng 7 năm 1960 tại California) là một diễn viên hài kiêm ca sĩ nhạc rock người Mỹ từng giành giải Quả cầu vàng. Cùng với Jack Black, anh thành lập ban nhạc rock Tenacious D và có 2 album khá thành công.

## Phim
| Năm  | Tên phim                           | Nhân vật       | Ghi chú khác |
| ---- | ---------------------------------- | -------------- | ------------ |
| 2006 | Tenacious D in The Pick of Destiny | Kyle "KG" Gass |              |